# At Vance
Gli At Vance sono un gruppo power metal tedesco, fondato nel 1998 dal chitarrista Olaf Lenk.

## Storia del gruppo
Dopo un breve periodo in cui adottano il nome di "Centers", si trasformano in At Vance.
I pilastri della band tedesca agli inizi dell'attività sono il chitarrista Olaf Lenk e il cantante Oliver Hartmann.
La carriera di questo quintetto tedesco inizia nel 1999 con No Escape, grande affresco di Heavy Metal Neoclassico tra Malmsteen, Rainbow e Stratovarius. Il disco presenta anche una cover degli ABBA e una rivisitazione dell'Estate di Antonio Vivaldi.
Nell'estate del 2000 esce Heart of Steel che prosegue le coordinate del debutto (qui è presente una cover di Fryderyk Chopin e ancora una canzone degli ABBA), mentre nel 2001 è il turno di Dragonchaser, disco molto potente e ben prodotto.
Nel 2002 esce l'ultimo album della band con Oliver Hartmann alla voce: il disco si chiama Only Human, un disco molto preciso ma ben lontano dai fasti del primo e mai troppo lodato No Escape.
Olaf Lenk decide di scegliere un cantante già ben rodato, quindi si affida all'ugola ex-malmsteeniana di Mats Levén: con lui verranno incisi The Evil in You del 2003 e Chained del 2005.
Nel 2002 è uscito inoltre un disco che contiene vecchi pezzi della band quando si chiamava "Centers".
Dal 2007 il cantante della band è Rick Altzi (frontman anche dei Masterplan).

## Formazione

### Formazione attuale
- Rick Altzi  (voce)
- Olaf Lenk (chitarra/tastiera)
- Chris Hill (basso)
- Kevin Kott (batteria)

### Ex componenti
- Oliver Hartmann (voce)
- Mats Levén (voce)
- Uli Mueller (tastiera)
- Rainald Koenig (chitarra)
- Jochen Schnur (basso)
- Sascha Feldmann (basso)
- John ABC Smith (nato Dario Trobok) (basso)
- Manuel Walther (basso)
- Wolfman Black (basso)
- Spoony (nato Mark Cross) (batteria)
- Jürgen Lucas (batteria)
- Alex Landenburg (batteria)

## Discografia

### Album in studio
- 1999 - No Escape
- 2000 - Heart of Steel
- 2001 - Dragonchaser
- 2002 - Only Human
- 2003 - The Evil in You
- 2004 - Chained
- 2007 - VII
- 2009 - Ride the Sky
- 2012 - Facing Your Enemy

### Raccolte
- 2001 - Early Works - Centers
- 2010 - Decade